# 루이지 델네리
루이지 델네리(이탈리아어: Luigi Delneri, 1950년 8월 23일, 프리울리-베네치아 줄리아 주 아퀼레이아 ~)는 델 네리(Del Neri)로 잘못 알려지기도 한, 이탈리아의 전 축구 선수이자 감독이었다.
현역 시절 미드필더로 활약한 그는 여러 세리에 A 구단들을 전전했고, 하부 리그 구단 다수를 맡았고, 테르나나 시절에는 세리에 B로 연속 승격에 성공했다. 그는 이후 키에보 베로나에서 4년을 더 보내면서 베로나 연고 구단이 세리에 A에 사상 첫 승격을 이룩하고 역대 최고 성적인 5위를 차지해 UEFA컵에 참가하면서, 승격 원년에 유럽대항전 승격에 성공했다.
델네리는 2004년에 키에보 베로나를 떠나 전 시즌 챔피언스리그를 제패한 포루투의 지휘봉을 잡았지만, 몇 주만에 큰 경기들을 앞두고 와해되었다. 그는 이후 세리에 A 구단들을 위주로 지휘했는데, 삼프도리아를 이끌고 2010년에 4위에 오르는 맹활약을 펼쳐 유벤투스에서 1년을 보냈다.

## 선수 경력
우디네 도 아퀼레이아 출신인 델네리는 16세에 페라라 연고의 SPAL 소속으로 프로 무대 신고식을 치러 공을 간수하는 임무를 받았다. 포자와 노바라를 거친 그는 우디네세로 이적하여 이탈리아 1부 리그인 세리에 A로 소속 구단을 올렸다. 그는 이후 삼프도리아와 비첸차, 시에나, 프로 고리치아, 그리고 오데르초 연고의 아마추어 구단인 오피테르지나를 차례로 거치며 현역 생활을 보내고, 34세에 축구화를 벗었다.

## 감독 경력

### 키에보 베로나까지의 행보
현역 은퇴 후, 델네리는 오데르초에 남아 새로 취임한 에토레 세텐(훗날 트레비소의 구단주)이 그를 감독으로 임명했다. 1986년, 그는 세리에 D의 프로 고리치아 감독이 되었다. 그는 이후 시칠리아 세리에 D의 지역 구단인 파르티니카우다체를 지두했고, 1989년에는 세리에 C2의 테라모, 라벤나, 노바라, 그리고 노체리나의 지휘봉을 차례로 잡았다. 노체리나 시절에 그는 소속 구단을 세리에 C1 승격으로 이끌었다. 그는 이후 세리에 C2의 테르나나로 이적해 2년 연속 승격으로 세리에 B까지 소속 구단의 승격을 이룩했다.
1998년 2년 연속 승격에 성공한 델네리는 세리에 A의 엠폴리 감독이 되었지만, 시즌 개막 전에 해임되어 얼마 지나지 않아 세리에 B의 테르나나 감독으로 복귀했다.
2000년, 델네리는 베로나의 중소 구역을 연고로 하는 세리에 B의 키에보 베로나 감독으로 취임했다. 그가 취임하고 "키에보의 기적"을 이룩했는데, 소속 구단은 사상 첫 세리에 A로 승격되어 전반기를 선두로 마쳤고, 최종적으로 리그를 5위로 마쳐 UEFA컵 진출에 성공했다.

### 포르투, 로마, 그리고 팔레르모
2004년 6월, 델네리는 조제 모리뉴가 챔피언스리그 우승으로 이끈 포르투의 감독으로 3년 계약을 맺고 취임했다. 그러나, 그는 8월 7일에 공식 경기를 지도하기 전에 고의로 훈련 시간에 빠져서 해임되었다.
델 네리는 2004년 10월에 체사레 프란델리와 루디 푈러를 모두 해임하고 로마의 시즌 3호 감독이 되었다. 그의 소속 구단은 챔피언스리그 조별 리그 통과에 실패했고, 젊은 공격수 안토니오 카사노와 한바탕 다툼을 벌인 뒤 선수단에서 제외시켰다. 2005년 3월, 그는 계약 기간을 2년 남기고 소속 구단이 7위로 처진 와중에 2년 계약을 해지하고 브루노 콘티에게 바통을 넘겼다.
2005년 6월, 델네리는 프란체스코 구이돌린이 다음 시즌 UEFA컵 진출권을 확보하고 새 도전을 위해 떠나 공석이 된 팔레르모의 지휘봉을 잡았다. 그러나, 그는 UEFA컵 토너먼트전 진출에도 불구하고 2006년 1월 28일에 시에나와의 안방 경기에서 1-3으로 패하고 순위가 10위로 떨어지면서 해임되었다.

### 키에보 베로나 복귀, 아탈란타, 그리고 삼프도리아

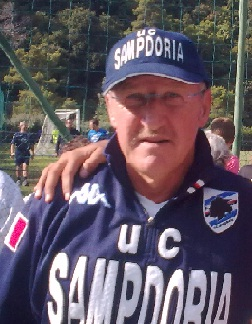
2009년, 삼프도리아의 델네리 감독

2006년 10월 16일, 델네리는 전 시즌 15위로 리그를 마무리한 주세페 필론의 후임으로서 키에보 베로나에 복귀했다. 인상적인 초반을 보냈지만, 소속 구단의 강등을 막기에는 역부족이었는데, 카타니아와의 최종전에서 0-2로 패하면서, 키에보는 세리에 A에서의 자리를 잃게 되었다.
강등 후, 델네리는 2007년 6월에 아탈란타의 신임 감독으로 확정되었다. 그는 베르가모 연고의 구단을 이끌고 2년 동안 리그에서 9위, 11위의 성적을 냈다. 그는 2009년 4월에 베르가모 연고 구단을 떠날 것임을 밝혔다.
아탈란타를 떠난 델네리의 행선지는 삼프도리아였고, 전 시즌 13위를 기록한 구단의 감독으로 2009년 6월 1일에 이적을 완료했다. 그는 삼프도리아를 이끌고 4위에 오르는 이변을 연출했고, 이듬해 챔피언스리그 3차 예선전 진출권을 손에 넣은 이튿날 사표를 제출했다.

### 유벤투스
2010년 5월 19일, 삼프도리아를 떠나고 이틀이 지난 후, 델네리는 유벤투스의 사령탑에 취임했다. 리그를 7위로 마감해 유럽대항전 진출권이 좌절된 2010-11 시즌을 끝으로, 델네리는 구단 이사진으로부터 해고장을 받았다.

### 이후 행보
2012년 10월 22일, 델네리는 전 시즌 세리에 A에서 10위를 차지했으며, 루이지 데 카니오 감독을 해임한 삼프도리아의 경쟁 구단 제노아의 감독으로 임명되었다. 그러나, 2013년 1월 20일, 델네리는 0-2로 패한 카타니아와의 안방 경기 후 성적 부진으로 해임되었는데, 소속 구단은 13번의 경기에서 단 2승만을 챙기는데 그쳤다.
델네리는 전 소속 구단의 경쟁 구단에 또 감독을 맡았는데, 이번에는 키에보 베로나의 경쟁 구단 엘라스 베로나의 감독으로서 2015년 12월 1일에 안드레아 만돌리니의 후임으로 취임했다. 당시 소속 구단은 1승도 챙기지 못한 상황이었다. 강등으로 끝난 시즌 후인 2016년 5월 23일, 그는 상호 계약 해지로 구단을 떠났다.
2016년 10월 3일, 델네리는 7경기에서 2승만을 챙긴 주세페 이아키니의 후임으로 우디네세와 1년 계약하며 성적에 따라 1년 연장할 수 있게 되었다. 그는 리그를 13위로 마쳐, 2년차에도 구단과 동행하게 되었지만, 그 다음 시즌에 처음 12번의 경기에서 승점 12점에 그치면서, 2017년 11월 21일에 소속 구단이 강등권과 승점 3점차로 뒤쳐진 채 해임되었다.
2020년 9월 4일, 델네리는 세리에 B로 강등된 브레시아의 신임 감독으로 취임했다. 2020년 10월 6일, 브레시아가 1무 1패를 기록하여 최하위로 떨어지자, 델네리는 해임되었다.

## 감독 방식
델네리는 감독으로서 밀란의 아리고 사키와 네덜란드의 토탈 풋볼을 기반으로 한 현란하고, 공격적인 축구 전수를 채택했다. 그의 선수단은 효율, 힘, 장거리 질주, 그리고 공 없이 수비할 때 공격적인 압박을 펼치는 것은 물론, 공 없는 이동 방식으로도 알려져 있으며, 역할을 바꾸고, 공격 시 전방으로 뒤집어 쇄도하곤 했다. 전술적으로 세심한 감독인 델네리는 즐겨 쓰는 배치형태로 4-4-2 대형이 있으며, 수비진을 높게 올리는 것으로 알려져 있으며, 4-3-3 대형을 비롯해 다른 대형으로 선수에 맞추기도 했다.

## 감독 통계
2020년 10월 6일 기준
| 구단          | 국적     | 취임             | 해임             | 기록 | 기록 | 기록 | 기록 | 기록  | 기록 | 기록 | 기록  |
| 구단          | 국적     | 취임             | 해임             | 전   | 승   | 무   | 패   | 득    | 실   | 차   | 율 %  |
| ------------- | -------- | ---------------- | ---------------- | ---- | ---- | ---- | ---- | ----- | ---- | ---- | ----- |
| 테라모        | 이탈리아 | 1990년 6월 10일  | 1991년 6월 12일  | 40   | 16   | 16   | 8    | 38    | 22   | +16  | 40.00 |
| 라벤나        | 이탈리아 | 1991년 6월 12일  | 1992년 6월 30일  | 46   | 21   | 19   | 6    | 57    | 36   | +21  | 45.65 |
| 노바라        | 이탈리아 | 1992년 6월 30일  | 1994년 6월 20일  | 74   | 27   | 31   | 16   | 80    | 57   | +23  | 36.49 |
| 노체리나      | 이탈리아 | 1994년 10월 24일 | 1996년 6월 18일  | 68   | 31   | 26   | 11   | 70    | 34   | +36  | 45.59 |
| 테르나나      | 이탈리아 | 1996년 6월 18일  | 1998년 6월 30일  | 83   | 43   | 29   | 11   | 98    | 56   | +42  | 51.81 |
| 엠폴리        | 이탈리아 | 1998년 7월 1일   | 1998년 8월 17일  | 0    | 0    | 0    | 0    | 0     | 0    | 0    | —     |
| 테르나나      | 이탈리아 | 1998년 11월 6일  | 1999년 1월 26일  | 9    | 0    | 5    | 4    | 6     | 12   | −6   | 0.00  |
| 키에보 베로나 | 이탈리아 | 2000년 6월 14일  | 2004년 6월 4일   | 154  | 65   | 48   | 41   | 213   | 182  | +31  | 42.21 |
| 포르투        | 포르투갈 | 2004년 6월 4일   | 2004년 8월 7일   | 0    | 0    | 0    | 0    | 0     | 0    | 0    | —     |
| 로마          | 이탈리아 | 2004년 9월 29일  | 2005년 3월 14일  | 31   | 11   | 8    | 12   | 48    | 46   | +2   | 35.48 |
| 팔레르모      | 이탈리아 | 2005년 5월 31일  | 2006년 1월 29일  | 31   | 11   | 11   | 9    | 47    | 43   | +4   | 35.48 |
| 키에보 베로나 | 이탈리아 | 2006년 10월 16일 | 2007년 6월 11일  | 36   | 9    | 13   | 14   | 37    | 44   | −7   | 25.00 |
| 아탈란타      | 이탈리아 | 2007년 6월 11일  | 2009년 6월 1일   | 79   | 26   | 20   | 33   | 100   | 109  | −9   | 32.91 |
| 삼프도리아    | 이탈리아 | 2009년 6월 1일   | 2010년 5월 17일  | 40   | 20   | 10   | 10   | 56    | 45   | +11  | 50.00 |
| 유벤투스      | 이탈리아 | 2010년 5월 19일  | 2011년 5월 23일  | 50   | 20   | 19   | 11   | 72    | 57   | +15  | 40.00 |
| 제노아        | 이탈리아 | 2012년 10월 22일 | 2013년 1월 20일  | 13   | 2    | 2    | 9    | 11    | 22   | −11  | 15.38 |
| 엘라스 베로나 | 이탈리아 | 2015년 12월 1일  | 2016년 5월 23일  | 26   | 6    | 7    | 13   | 25    | 42   | −17  | 23.08 |
| 우디네세      | 이탈리아 | 2016년 10월 4일  | 2017년 11월 21일 | 44   | 15   | 8    | 21   | 62    | 69   | −7   | 34.09 |
| 브레시아      | 이탈리아 | 2020년 9월 4일   | 2020년 10월 6일  | 3    | 1    | 1    | 1    | 4     | 4    | 0    | 33.33 |
| 합계          | 합계     | 합계             | 합계             | 827  | 324  | 273  | 230  | 1,024 | 880  | +144 | 39.18 |

## 수상

### 감독
개인
- 세리에 A 올해의 감독: 2001–02[36]
- 황금 벤치상: 2001–02[37]